# 沃洛德米里夫卡 (盧甘斯克州)
49°35′25″N 37°58′32″E / 49.59028°N 37.97556°E
沃洛德米里夫卡（羅馬化：Volodymyrivka）是位於烏克蘭東部盧甘斯克州斯瓦托韋區科洛梅奇哈市鎮的村莊。該村始建於1954年，面積1.03平方公里，海拔高度141米，2001年人口188，人口密度每平方公里183.2人。